# 琉球郵政庁

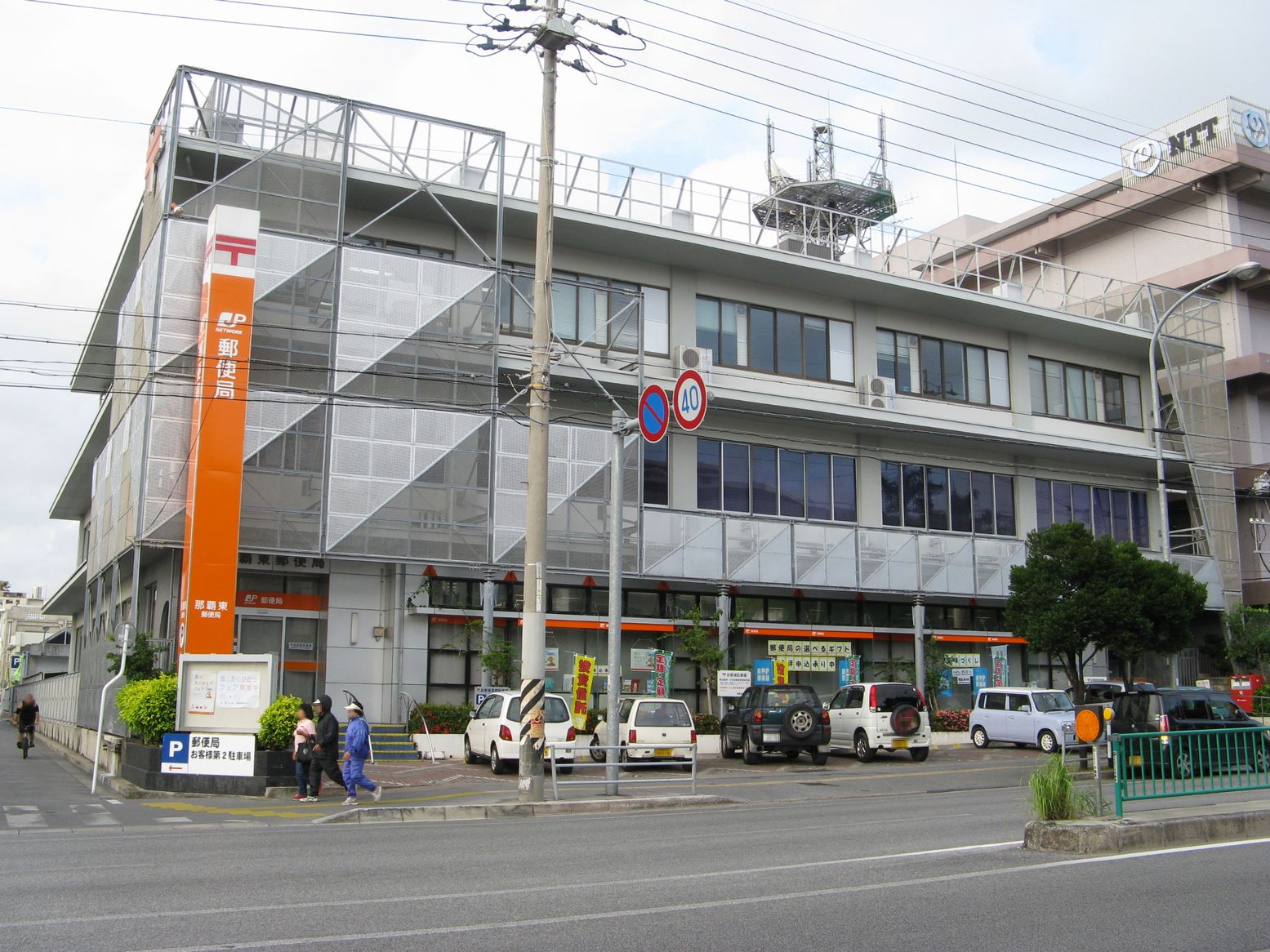
琉球郵政庁が併設されていた那覇東郵便局（2階と3階が郵政庁庁舎であった）

琉球郵政庁（りゅうきゅうゆうせいちょう）は、復帰前の沖縄県において郵便事業及び電気通信行政を取扱っていた行政機関。ここでは、沖縄本島の郵便事情を中心に述べる。

## 概要
沖縄戦により郵政事業は壊滅状態になったので、最初に郵政組織の再建からしなければならなかった。
1945年8月20日に発足した沖縄諮詢会に逓信部が設けられ、翌9月には郵便の取り扱いが始まるなど、徐々に再建されていった。
地上戦がなかった他の地域でも、既存の郵便局を各支庁の直営にして運営を始めていった（ただし、簡易生命保険事業などの郵便以外の諸事業を停止した）。
その後、各群島ごとに分立していた郵政組織を統合する機運が高まり、1950年4月1日に統一郵政組織「琉球郵政庁」が設置された。
そして琉球臨時中央政府の発足に伴い、琉球郵政庁は内部部局の「郵政局」となり、続いて琉球政府郵政局となった。
ところが1953年になって、郵政局は工務局・運輸局と統合され「工務交通局」になった。その結果、郵政事業の経営に支障を来たしたため、1960年に郵政特別会計が発足し、1961年には建設運輸局（後に通商産業局）の外局の郵政庁が設置された。
1960年代半ばまで郵政事業は黒字であったが、1968年以降は赤字に転落した（2003年まで、郵政省→郵政事業庁は琉球郵政事業未決済金という、琉球郵政庁時代の赤字を繰越欠損金として毎年計上されていた）。
赤字に転落した原因は、
- 物価の上昇に合わせて料金の改定を図らなかったこと
- 切手収入に依存し、切手の発行数量を大幅に増加させたことで郵趣家の不信を買ったこと
- 労働組合が政治運動にのめりこみ、サービスの低下を招いたこと

などが挙げられる。
郵政三事業のうち、簡易生命保険事業は復帰するまで実施されることはなかった。また、琉球郵政庁には特定郵便局は存在しなかった。

## 沿革

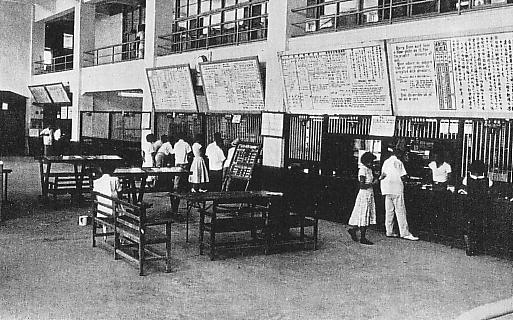
1955年頃の那覇中央郵便局内

- 1945年8月20日　沖縄諮詢会発足（逓信部長に平田嗣一が就任）。
- 1945年9月4日　沖縄諸島内で肉親の安否を問い合わせる郵便物の無料取り扱いを始める。
- 1946年7月1日　沖縄諸島内の郵便料金有料化。
- 1946年9月10日　沖縄諸島と本土間の郵便再開。
- 1947年5月15日　国際郵便再開。
- 1948年7月1日　初の正刷切手が発売される。
- 1950年4月1日　全域を管轄する「琉球郵政庁」が発足。
- 1951年8月13日　琉球臨時中央政府郵政局となる。
- 1952年4月1日　琉球政府郵政局となる。
- 1953年4月1日　琉球政府の機構改革に伴い、工務交通局の一部門となる。
- 1958年9月16日　法定通貨が米ドルになったことに伴い、切手もドル表示になる。
- 1960年7月1日　郵政特別会計制度が設けられる。
- 1960年11月1日　切手に英語名の「Ryukyus」が併記されるようになる。
- 1961年8月1日　琉球政府の機構改革に伴い、建設運輸局の外局「郵政庁」となる。
- 1965年8月1日　琉球政府の機構改革に伴い、通商産業局の外局「郵政庁」となる。
- 1972年4月14日 尖閣諸島の南小島でアホウドリが羽根を休める風景を描いた記念切手「海洋シリーズ」第3集「海鳥と海と島」を発行した[1]。

## 歴代郵政幹部
琉球郵政庁長
- 初代　平川先次郎（1950年4月1日～1951年8月12日）

琉球政府郵政局長
- 初代　平川先次郎（1951年8月13日～1953年3月31日）

琉球政府工務交通局郵政次長
- 初代　宮良賢副（1953年4月7日～1958年4月20日）
- 2代　新城信一（1958年4月21日～1959年4月30日）
- 3代　照屋盛通（1959年7月1日～1959年11月13日）
- 4代　国吉喜盛（1959年12月1日～1961年7月31日）

琉球政府建設運輸局郵政庁長
- 初代　国吉喜盛（1961年8月1日～1965年7月31日）

琉球政府通商産業局郵政庁長
- 初代　仲本昌達（1965年8月1日～1966年3月18日）
- 2代　佐久本嗣善（1966年3月19日～1968年10月24日）
- 3代　渡嘉敷真球（1968年10月25日～1971年10月31日）
- 4代　宮城滋（1971年11月1日～1972年5月14日）

## 琉球郵政の徽章
1957年6月7日に告示された。
本土の郵政省で使われていたいわゆる郵便マーク（〒）と同一のものである。

## 復帰後の郵政事業
復帰後は郵政省に統合され、沖縄県を管轄する地方支分部局として沖縄郵政管理事務所（沖縄郵管）が設けられた。同時に万国郵便連合（UPU）から脱退している。沖縄郵管と本土の郵政局との違いは、3事業の管理の他に貯金事務センター、簡易保険事務センターの機能を持つことにあり、県内における貯金通帳原簿と保険証書原簿の保管事務も行っていた。また、地方郵政監察局及び地方電波監理局の機能も有していた。
沖縄郵管は2001年の省庁再編で総務省（郵政事業は郵政事業庁）へ移り、地方支分部局も沖縄総合通信事務所に名称変更、さらに2003年に日本郵政公社発足と同時に郵政事業部門が分離され、同公社沖縄事務所を経て沖縄支社となった。
2007年に民営化後、郵政公社沖縄支社の建物は日本郵政グループ那覇ビルとなり、日本郵便の沖縄支店、ゆうちょ銀行の統括機能が入居している。またゆうちょ銀行那覇支店は美栄橋郵便局、かんぽ生命那覇支店は那覇中央郵便局の各局内にそれぞれ置かれた。
1968年に本土で導入された郵便番号制度は、1972年の本土復帰と同時に正式に実施されたが、その準備と周知を兼ねて、1971年7月10日以降に発行された琉球郵政庁の官製はがきには郵便番号枠が印刷されていた（沖縄県の郵便番号の上2桁「90」はあらかじめ確保されていた。途中料金改定があったため2種類あり）。

### 郵政施設の変遷
沖縄本島の中心郵便局かつ地域区分局は那覇中央郵便局だが、復帰と同時に一時「那覇郵便局」と名称が変わったものの1982年に再び復帰前の名称の那覇中央郵便局に戻った。復帰前は「琉球政府」内の主要郵便局として、宮古や八重山の中心郵便局も「中央郵便局」という名称だったが、復帰と同時に「沖縄宮古郵便局」「八重山郵便局」となった。
琉球郵政庁は那覇市寄宮の那覇東郵便局内にあり、復帰後の沖縄郵政管理事務所になってからも同郵便局内にあったが1980年代に現在の那覇市東町に移転した。
また、那覇中央郵便局は那覇市久米（若狭交差点角）にあったが、1977年に壺川の国道330号沿いに移転（「西壺川」バス停前。1997年に現局舎移転後は「沖縄メディアモールビル」となり、カラオケ店や建物が高層のためオフィスが入居。2024年にマンション建設のため解体。なお周辺敷地は永年、日本郵便や関連運送会社のトラック車両の駐車場として利用された）、1997年には国道沿いの前局舎に近接かつ至近にある壺川駅前に移転し地域区分局と離島を含めた中継局としての機能を遺憾なく果たしている（局舎前をゆいレールが走行する形になっている）。